# Hilary Gong
Hilary Gong (Zawan, 1998. október 10. –) nigériai labdarúgó, az örmény Ararat-Armenia csatárja.

## Pályafutása
Gong a nigériai Zawanban született. Az ifjúsági pályafutását a helyi GBS akadémiájánál kezdte.
2017-ben mutatkozott be a AS Trenčín első osztályban szereplő felnőtt csapatában. Először a 2017. április 22-ei, Ružomberok elleni mérkőzés 83. percében, Abdul Zubairut váltva lépett pályára. Első gólját 2017. május 7-én, a Spartak Trnava ellen 4–3-re elvesztett találkozón szerezte. 2018 júliusában a holland Vitesse csapatához igazolt. Először a 2018. július 26-ai, a román Viitorul Constanța elleni Európa-liga mérkőzésen lépett pályára. A ligában 2018. október 28-án, a Fortuna Sittard ellen 2–1-re megnyert bajnokin debütált.
2022. március 11-én egyéves szerződést kötött a norvég első osztályban érdekelt Haugesund együttesével. 2022. április 3-án, a Sandefjord ellen 3–1-re elvesztett mérkőzésen debütált és egyben megszerezte első gólját is a klub színeiben. 2023. február 27-én az örmény Ararat-Armeniához írt alá.

## Statisztikák
2023. május 22. szerint
| Klub           | Szezon   | Osztály        | Bajnokság | Bajnokság | Kupa  | Kupa | Nemzetközi | Nemzetközi | Összesen | Összesen |
| Klub           | Szezon   | Osztály        | Meccs     | Gól       | Meccs | Gól  | Meccs      | Gól        | Meccs    | Gól      |
| -------------- | -------- | -------------- | --------- | --------- | ----- | ---- | ---------- | ---------- | -------- | -------- |
| AS Trenčín     | 2016–17  | Fortuna Liga   | 2         | 1         | 0     | 0    | —          | —          | 2        | 1        |
| AS Trenčín     | 2017–18  | Fortuna Liga   | 30        | 9         | 1     | 1    | 4          | 2          | 35       | 12       |
| AS Trenčín     | Összesen | Összesen       | 32        | 10        | 1     | 1    | 4          | 2          | 37       | 13       |
| Vitesse        | 2018–19  | Eredivisie     | 6         | 0         | 2     | 0    | 3          | 0          | 11       | 0        |
| Vitesse        | 2019–20  | Eredivisie     | 1         | 0         | 0     | 0    | —          | —          | 1        | 0        |
| Vitesse        | 2020–21  | Eredivisie     | 7         | 0         | 1     | 0    | —          | —          | 8        | 0        |
| Vitesse        | 2021–22  | Eredivisie     | 2         | 0         | 0     | 0    | —          | —          | 2        | 0        |
| Vitesse        | Összesen | Összesen       | 16        | 0         | 3     | 0    | 3          | 0          | 22       | 0        |
| Haugesund      | 2022     | Eliteserien    | 12        | 1         | 0     | 0    | —          | —          | 12       | 1        |
| Ararat-Armenia | 2022–23  | Premier League | 9         | 0         | 0     | 0    | —          | —          | 9        | 0        |
| Összesen       | Összesen | Összesen       | 69        | 11        | 4     | 1    | 7          | 2          | 80       | 14       |